# Mimeresia zerite
Mimeresia zerite är en fjärilsart som beskrevs av Carl Plötz 1880. Mimeresia zerite ingår i släktet Mimeresia och familjen juvelvingar. Inga underarter finns listade i Catalogue of Life.